# Liste der Naturdenkmäler in Passau
Die Liste der Naturdenkmäler in Passau listet derartige Objekte innerhalb der Gemeindegrenzen der kreisfreien Stadt Passau in Bayern auf. Es handelt sich um ein Verzeichnis der nach Art. 17 Abs. 2 des Bayerischen Naturschutzgesetzes geschützten Einzelbestandteile der Natur. Die Stadt Passau differenziert hierbei flächenhafte Naturdenkmäler und Einzelnaturdenkmäler, welche Bäume und Baumgruppen umfasst.

## Flächenhafte Naturdenkmäler
Insgesamt werden sieben Flächen als Naturdenkmäler unter Schutz gestellt.
| Bezeichnung                                     | Bild | Lage | Schutzzweck |
| ----------------------------------------------- | ---- | --- | --- |
| Bewaldeter Felshang mit Kelleranlage im Mühltal |      | Beiderwies; an der rechten Talseite des Mühltalbaches gelegen, neben der alten Tabakwarenfabrik | Erhaltung des naturnahen Felsrückens aus Perlgneis und des ehemaligen Steinbruchs als geomorphologische Zeugnisse. Erhaltung der Kelleranlagen und Entwicklung als Fledermausquartier. Bewahrung des gehölzartenreichen Laubwaldes und die Gewährleistung einer natürlichen Verjüngung und eines hohen Anteils an Alt- und Totholzes. |
| Krokuswiese im Mühltal                          |      | Beiderwies, Passau; Die Wiese liegt an der linken Talseite südöstlich oberhalb des Anwesens Mühltalstr. 12 | Sicherung eines bedeutenden Vorpostens des schwerpunktmäßig in den Alpen verbreiteten, besonders geschützten Weißen Krokusses in einem individuenstarken Bestand. Zusätzlich: Sicherung des dafür notwendigen Bodenwasserhaushalts.                                                                                                   |
| Landbauamtsgarten                               |      | Beiderwies | Schutz der dominanten Großbäume sowie des unbebauten Hanges – auch als wesentliches Umfeld für das Erscheinungsbild der Wallfahrtskirche Mariahilf. |
| Fluss- und Uferfelsen von Inn und Donau         |      | - Felsen im Inn, Gemarkungen Haidenhof und St. Nikola - Felsen am Schaiblingsturm, Gmkg. Passau - Felsen am RoRo-Hafen - Felsen unterhalb des Kraftwerks Kachlet, Gemarkungen Heining und Hacklberg - Felsen unterhalb Franz-Josef-Strauß-Brücke, Gemarkungen Heining und Haidenhof - Felsen am Niederhaus, Gmkg. Passau - Felsen bei der Kräutlsteinbrücke, Gemarkungen Grubweg und Beiderwies | Erhaltung der Flussfelsen in der Donau und im Inn vom Fußgängersteg bei St. Severin (Fünferlsteg) aufwärts bis Flusskilometer 4,8. Beim steinernen Fundament des Schaiblingsturms handelt es sich um schiefrigen Perlgneis. |
| Pumperhölzl                                     |      | Gmkg. St. Nikola; Waldfleck nördlich der Leonhard-Paminger-Straße | Erhaltung und natürliche Verjüngung eines naturnahen Eichen-Hainbuchenwaldes mit Altbäumen im besiedelten Bereich. |
| Oberhauser Leite                                |      | Gmkg. Passau | Sicherung eines wichtigen Teilbereichs für den Längsverbund der Wald- und Felsstandorte in den Donauleiten. |
| Hollergrippe                                    |      | Gmkg. St. Nikola | Erhalt der teilweise felsendurchsetzten, steilen Hang- und Böschungsabschnitte mit ihren naturnahen Laubholzbeständen im Bereich der Fußwegeverbindung Hollergrippe. Zudem: Sicherung der Baumreihe am angrenzenden Franz-Stockbauer-Weg.                                                                                             |

## Naturdenkmäler – Bäume und Baumbestände
Die Naturdenkmalliste bezüglich des Einzelbaumbestandes wurde zuletzt vom Ausschuss für Umwelt in einer Sitzung am 1. Dezember 2010 um 19 Bäume an 7 Standorten ergänzt.
| Objekttyp  | Bild | Objekt und Beschreibung                                                                                          | Eigentümer                        | Bemerkungen                                                                                  |
| ---------- | ---- | --- | --------------------------------- | -------------------------------------------------------------------------------------------- |
| Baumgruppe |      | Lindenallee an der Schärdinger Straße                                                                            | Stadt Passau                      | 242 Alt- und Jungbäume                                                                       |
| Baumgruppe |      | Kastanienbestand an der Innpromenade mit einzelnen Baumarten wie Linde, Ahorn, Platane, Götterbaum, Esche, Buche | Stadt Passau                      | Beinhaltet eine Kastanienallee und eine Baumreihe am Promenadenweg                           |
| Einzelbaum |      | Blutbuche | Privat                            | Alter: etwa 180 Jahre                                                                        |
| Baumgruppe |      | Pappelgruppe Ortsspitze                                                                                          | Freistaat Bayern                  | ca. 130 Jahre alt, Baumumfang 300–460 cm                                                     |
| Einzelbaum |      | Eiche in der Waidgasse                                                                                           | Stadt Passau                      | Stammumfang 555 cm, ca. 400 Jahre alt                                                        |
| Baumgruppe |      | Zwei Ginkgos und eine Blutbuche                                                                                  | Deutsche Bahn AG                  | beim Hauptbahnhof; ca. 150 Jahre alt, derzeit die einzigen fruchttragenden Ginkgos in Passau |
| Einzelbaum |      | Stieleiche | Privat                            | ca. 400 Jahre alt, Biotop Nr. 21/2                                                           |
| Einzelbaum |      | Friedenslinde | Stadt Passau                      | Bestandteil des Denkmals am Karolinenplatz; ca. 150 Jahre alt                                |
| Einzelbaum |      | Kastanie im Innenhof des Alten Rathauses                                                                         | Stadt Passau                      | ca. 80 Jahre alt                                                                             |
| Einzelbaum |      | Ginkgo | Privat                            | Dr.-Hans-Kapfinger-Straße; 4-stämmiger Ginkgo; größter Ginko in Passau                       |
| Einzelbaum |      | Stieleiche | Privat                            | Stammumfang 505 cm                                                                           |
| Baumgruppe |      | Kastanienallee                                                                                                   | Stadt Passau und Congregatio Jesu | Alte Rieser Straße; 71 Rosskastanien                                                         |
| Baumgruppe |      | Zwei Eschen | Stadt Passau                      | Baumumfang 555 cm und 425 cm                                                                 |
| Einzelbaum |      | Traubeneiche | Privat                            | Baumumfang 570 cm                                                                            |
| Einzelbaum |      | Winterlinde | Privat                            | Ersatzpflanzung                                                                              |
| Einzelbaum |      | Esche | Privat                            | Baumumfang 500 cm                                                                            |
| Einzelbaum |      | Stieleiche | Privat                            | Baumumfang 340 cm                                                                            |
| Einzelbaum |      | Flatterulme | Stadt Passau                      | Baumumfang 240 cm                                                                            |
| Einzelbaum |      | Platane | Stadt Passau                      | Baumumfang 360 cm                                                                            |
| Baumgruppe |      | Eibe und Schnurbaum                                                                                              | Stadt Passau                      | Baumumfang jeweils 170 cm                                                                    |
| Einzelbaum |      | Stieleiche | Stadt Passau                      | Baumumfang 494 cm                                                                            |
| Einzelbaum |      | Rotbuche | Privat                            | Baumumfang 233 cm                                                                            |
| Baumgruppe |      | Zwei Linden | Stadt Passau                      | Baumumfang 343 cm und 358 cm                                                                 |
| Baumgruppe |      | 13 Bäume bei der Kirche St. Anton                                                                                | Privat und die Stadt Passau       | Baumumfang 1,2 m bis 2,6 m                                                                   |
| Einzelbaum |      | Spitzahorn | Privat                            | Baumumfang 343 cm                                                                            |
| Einzelbaum |      | Bergahorn | Privat                            | Baumumfang 512 cm                                                                            |
| Einzelbaum |      | Linde | Stadt Passau                      | Laufenbachtal beim ehemaligen Bahnhof Seestetten; Baumumfang 563 cm                          |
| Einzelbaum |      | Linde | Stadt Passau                      | Thingplatz, Baumumfang: 410 cm                                                               |
| Baumgruppe |      | Zwei Winterlinden                                                                                                | Stadt Passau                      | Oberhaus Batterie; Baumumfang 425 cm: Baumumfang 226 cm                                      |
| Baumgruppe |      | Elf Eichen | Privat                            | In der Danziger Str. 15a – 23a                                                               |
| Baumgruppe |      | Zwei Eichen | Privat                            | Hofbauerngut 1 am Fluss Ilz                                                                  |